# Chaebol
Les chaebol (hangeul : 재벌, prononciation coréenne /tɕɛ.pʌɭ/, [tɕɛ.bʌɭ ]) sont en Corée des ensembles d'entreprises, de domaines variés, entretenant entre elles des participations croisées. Ils sont les équivalents coréens des anciens zaibatsu japonais (dissous par les autorités d'occupation américaines et réapparus sous la forme des keiretsu). Les deux expressions s'écrivent d'ailleurs avec les mêmes caractères chinois (財閥), la différence étant dans la prononciation apparentée.
Il en existe une trentaine, chacun détenu par une grande famille dynastique.

## Histoire
Selon Éric Bidet, la colonisation japonaise a joué un rôle dans l'émergence des chaebols en Corée du Sud, les premières industries coréennes ayant été mises en place par les Japonais dans l'entre-deux-guerres.
Restés des groupes familiaux, les chaebols ont développé leurs activités dans de nombreux secteurs, tout en contrôlant étroitement leurs filiales. Les chaebols ont été longtemps le principal moteur de la croissance de l'économie sud-coréenne. Ils peuvent par ailleurs exercer de fortes pressions sur les pays d'implantation ; en 1993, ayant acquis une usine de montage en Ouzbékistan, Daewoo fait modifier la législation sociale qui interdisait la production en continu avec trois équipes de huit heures. Cependant, la crise financière asiatique de 1997 a ébranlé non seulement l'ensemble de l'économie, mais aussi cette structure d'entreprise. Elle a toutefois nécessité des restructurations, fondées sur un recentrage des activités et un important effort de désendettement. 
Les chaebol sont parfois considérés comme des « colosses aux pieds d'argile » ; surendettés, ils ne survivent que par un soutien sans faille du système bancaire et du gouvernement. Cette collusion entreprises-gouvernement-hauts fonctionnaires a généré une importante corruption. Ainsi, le général Roh Tae-woo (au pouvoir de 1988 à 1993), a bénéficié de 650 millions de dollars de pots-de-vin. En outre, les chaebol sont handicapés par leur dépendance technologique à l'égard des pays étrangers, les conduisant à pratiquer une politique systématique de veille et d’espionnage technologique et industriel. 
En 1999, le groupe Daewoo, le deuxième conglomérat par sa taille, a été entièrement démantelé : en 2009, seuls Daewoo Securites et DSME sont restés entre les mains des Coréens. Le groupe Hyundai, le plus gros conglomérat de l'histoire sud-coréenne, a été scindé en plusieurs sous-groupes. Hyundai Motor Group, Hyundai Heavy Industries et Hyundai Engineering & Construction, ne font plus partie du groupe, mais ont toutefois conservés la marque Hyundai. Seuls Samsung, LG et SK se sont sortis à peu près indemnes de la crise.
Actuellement, notamment pour gagner en transparence, les grands groupes coréens changent leur mode de gouvernance en holdings. Le groupe LG a été le premier à adopter un tel système en 2003. Les lois sur les holdings financières et le commerce équitable, en vigueur depuis l'an 2000, interdisent notamment à une holding non financière de contrôler une entreprise financière, ou à un grand groupe de posséder des banques. Des assouplissements sur cette loi ont été promulgués en juillet 2009.
La moitié des héritiers des familles propriétaires de chaebol se marient « dans la communauté des chaebol ».

## Corruption
Les chaebols sont régulièrement au centre de scandales pour des faits de fraudes fiscales ou de versement de pots-de-vin. Ils participent également au financement occulte de partis et de journaux. Sous sa présidence, Park Geun-hye les a encouragé, à travers les médias qu'ils financent, à faire passer les forces d’opposition pour des partisans de la Corée du Nord. En 2007, le patron de Hyundai est condamné à trois ans de prison pour avoir constitué une caisse noire afin de soudoyer les dirigeants du pays (élus, journalistes, juges, etc.).
Le scandale Choi Soon-sil qui éclate à la fin de l'année 2016 porte sur l'influence de Choi Soon-sil, une femme d'affaires sud-coréenne confidente de la présidente Park Geun-hye qui aurait soutiré 65 millions de dollars aux chaebols via des fondations qui lui étaient liées, entraînant l'ouverture d’enquêtes pour trafic d'influence et corruption.
La justice a tendance a se montrer clémente envers les dirigeants de chaebols en raison de leur poids dans l'économie.

## Liste de Chaebols
Les chaebols les plus importants et les plus connus sont :
- Samsung
- Hyundai Motor Group
- LG Group, appelé Lucky-Goldstar de sa création en 1947 jusqu'en 1995
- Groupe SK
- Hanwha
- GS Group
- Lotte
- Daewoo (dissous en 1999)